# Gilvan Pereira Rodrigues
Gilvan Pereira Rodrigues (ur. 19 września 1972 w Mortugaba) – brazylijski duchowny katolicki, biskup pomocniczy São Salvador da Bahia (nominat).

## Życiorys
Święcenia kapłańskie przyjął 17 października 1999 i został inkardynowany do diecezji Caetité. 
4 lipca 2025 papież Leon XIV mianował go biskupem pomocniczym archidiecezji São Salvador da Bahia oraz biskupem tytularnym Tisili.